# Комиссия по исследованию космоса и верхних слоёв атмосферы
Комиссия по исследованию космоса и верхних слоёв атмосферы (англ. Space & Upper Atmosphere Research Commission, SUPARCO) является исполнительным органом правительства Пакистана, ответственным за гражданскую программу страны по аэронавтике и аэрокосмическим исследованиям. В своём современном виде была создана в 1961 году по распоряжению президента Мухаммада Айюб-хана. Агентство является частью Сил обороны Пакистана в Отделе стратегических планов (СДПГ) под текущим контролем армии Пакистана.
Исполнительный директор агентства — генерал-майор Ахмед Билал.